# 平成23年台風第17号
平成23年台風第17号（へいせい23ねんたいふうだい17ごう、アジア名：ネサット/Nesat）は、2011年9月24日に発生し、フィリピンなどを襲った台風である。

## 概要

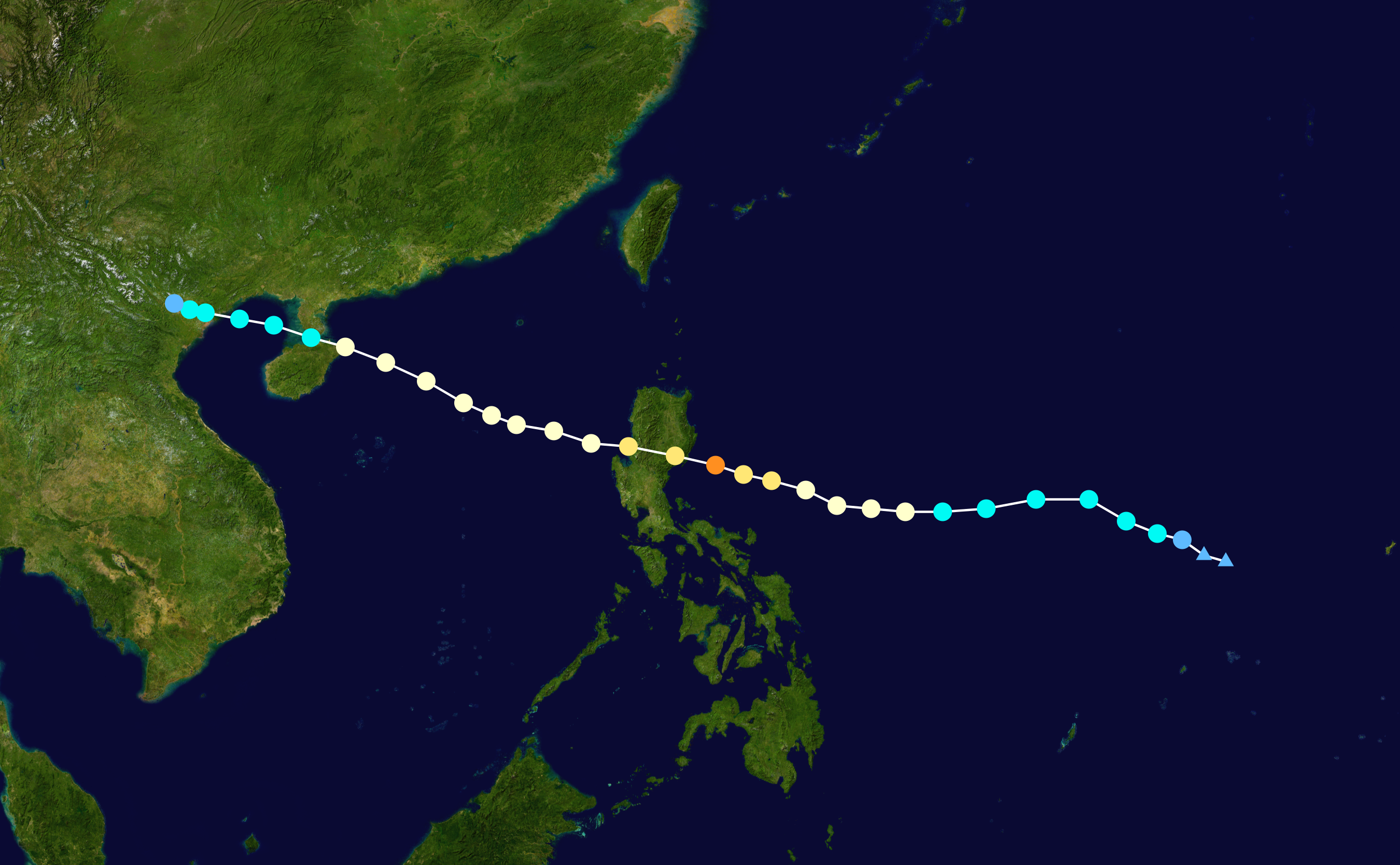
進路図

2011年9月23日9時にパラオ諸島の北部（北緯12度36分・東経139度12分）で熱帯低気圧が発生し、24日9時に台風17号となったため、アジア名「ネサット（Nesat）」と命名された。命名国はカンボジアで、「漁師」を意味する。また、フィリピン大気地球物理天文局はこの台風について、フィリピン名「ペドリング（Pedring）」と命名した。台風はフィリピンに向かいながら勢力を強め、26日9時に強い台風に、27日3時に大型の強い台風に発達した。27日の明け方に大型で強い勢力を維持したままルソン島に上陸し、29日の昼過ぎには強い勢力を維持したまま海南省を横切り、30日昼過ぎにベトナムに上陸し、10月1日3時に熱帯低気圧となり、同日9時に消滅して低圧部表記となった。
この台風は暴風雨の範囲が非常に広かったことが特徴であり、それによる被害がフィリピンで相次いだ。

## 被害・影響

### フィリピン
フィリピンでは、増水した川に流される、建物が倒壊するなどして55人が死亡し、28人が行方不明となっている。首都マニラでは、大規模な停電が発生したほか、証券取引所が取引を中止するなどの影響がでた。ベイウォークでは高波が海岸堤防を乗り越えて浸水し、堤防は高波で破壊された。

### 中国
中国では4人が死亡し1人が行方不明に、また強風により少なくとも3人が負傷した。中国当局では海南省を中心とした地域において約30万人を避難させたほか、交通機関にも乱れが生じた。農作物等への直接的な経済損失額は21億元にのぼった。

### ベトナム
ベトナムでは、洪水や浸水によって少なくとも8人が死亡している。

## 被害映像

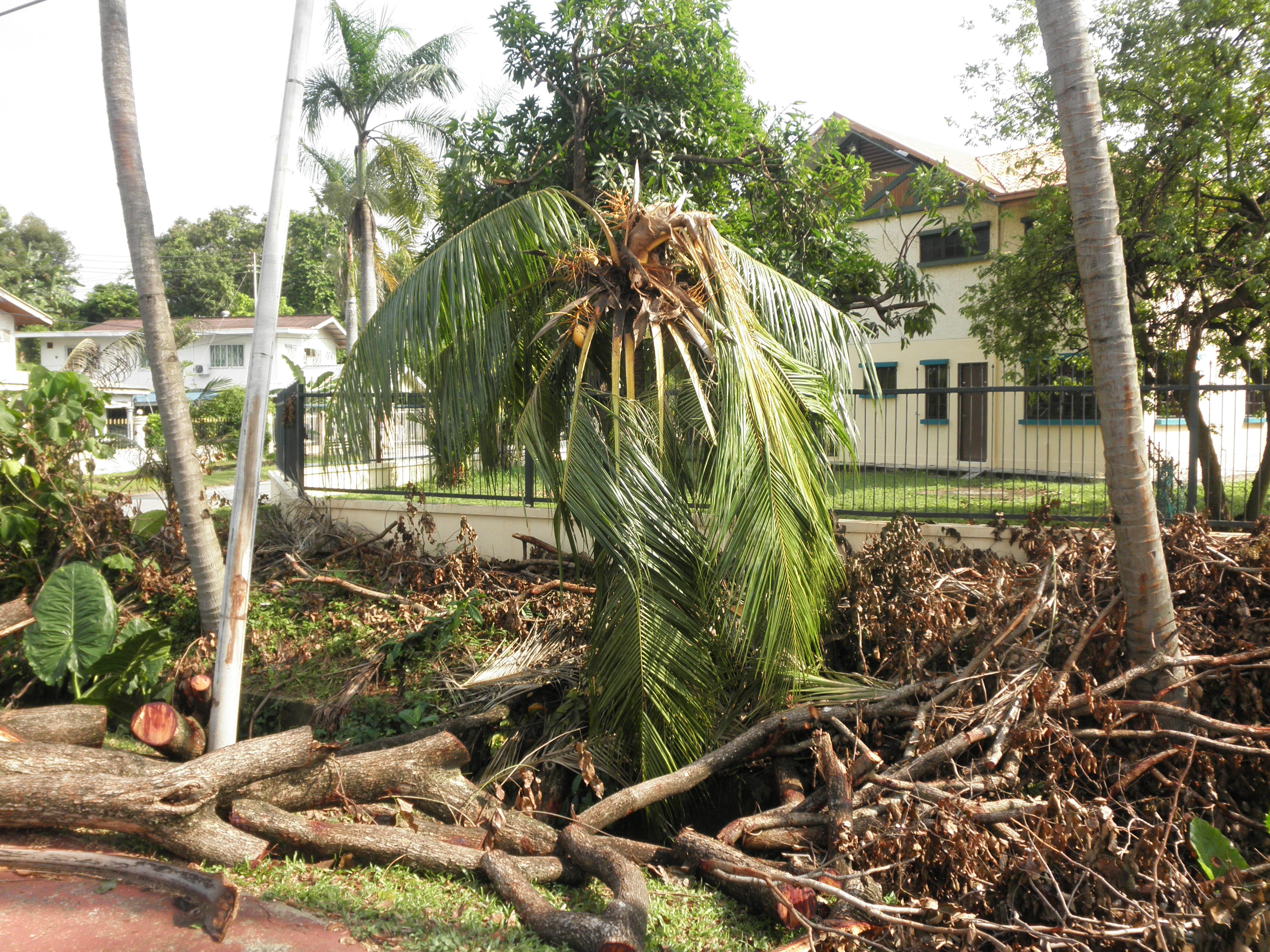
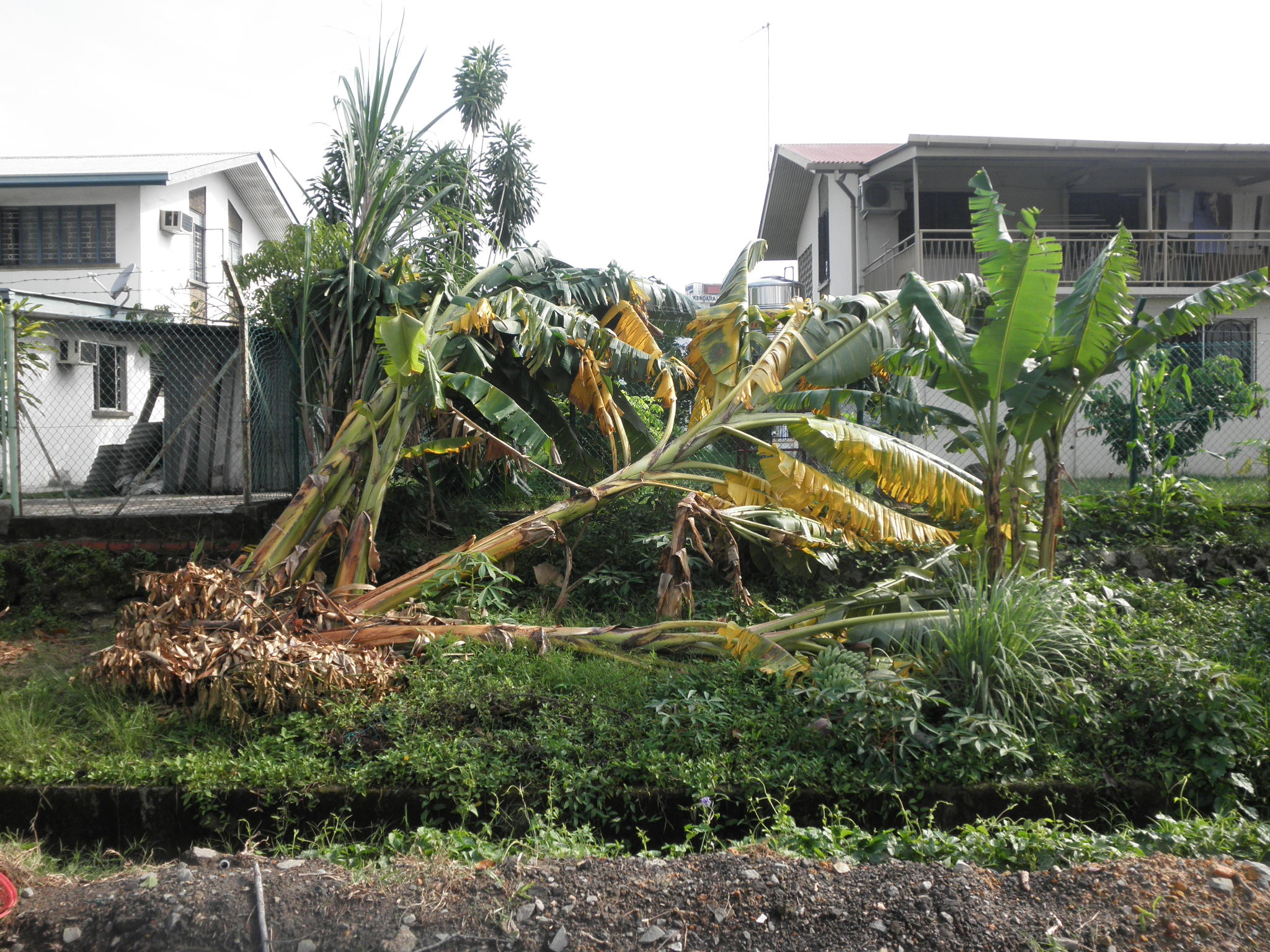